# Perla Szuchmacher
Perla Szuchmacher, cuyo nombre completo era Perla Graciela Szuchmacher Pallarolas fue una dramaturga, actriz y directora de teatro que nació el 9 de abril de 1946 en Argentina y falleció el 10 de mayo de 2010 en Ciudad de México, México, país en el cual residía desde hacía más de 30 años y cuya nacionalidad había adoptado.  Como docente, autora y directora fue una de las precursoras del teatro infantil en América Latina.

## Primeros años
De niña Szuchmacher aprovechaba los retazos de paños, sedas y linos del taller de confección de sus padres para confeccionarse disfraces, mientras jugaba al teatro inventando historias o adaptando cuentos o relatos.  Empezó a escribir teatro para chicos a los 12 años, cuando al encargarle su maestra una tarea tomó un cuento que leyó en la biblioteca y lo transformó en una obra de teatro, que también dirigió. Más adelante escribió la obra Mefis anda suelto en colaboración con su hermano Rubén. 
Cursó la carrera de Actuación en la Escuela de Teatro de la Universidad de Buenos Aires y obtuvo el título de maestra de Expresión Corporal en el Collegium Musicum de Buenos Aires.  

## Inicio de su carrera profesional
Su intervención como actriz en Los caprichos del invierno, una obra que, según la crítica, rompía con el teatro tradicional infantil de esa época, la decidió a dedicarse al teatro para niños; esa obra fue dirigida por Ariel Bufano y también actuaba Hugo Midón. 
Siguió trabajando en ese tipo de obras, entre las cuales estuvieron Corazón de bizcochuelo, La vuelta manzana, Pajaritos en la cabeza y Con permiso o sin permiso y también, entre 1974 y 1976, en el programa de televisión en Canal 13, Este es mi mundo, una cuidada producción de María Inés Andrés que se anunciaba como periodístico, educativo y de entretenimientos infantiles. Luego del golpe de Estado de 1976 fue despedida del canal y –según dijo años después en un reportaje- emigró a México por razones de seguridad, con su esposo y su hija de cinco meses. En ese país comenzó dando clases de expresión corporal, que por entonces allí era prácticamente desconocida, pero sin dejar de hacer teatro.

## El Grupo 55
Intentó trabajar con el sistema de cooperativas, pero no resultó porque era muy difícil mantener con trabajo remunerado a un elenco sobre todo para niños. Por eso cuando en 1990 integró con Larry Silbermann el Grupo 55, que luego contó con la participación del escenógrafo e iluminador Jorge Ferro, lo hicieron con una estructura consistente en un núcleo base formado por los tres directores que conducen en forma colegiada, a los que se sumaban actores invitados para cada espectáculo que generaran. Szuchmacher codirigió la compañía de 1993 a 2004 y con ella desarrolló tareas de dirección, dramaturgia, entrenamiento corporal de actores, coreografía y capacitación, en especial en el campo del teatro para niños, jóvenes y familiar.
Al principio el grupo 55 montaba piezas de otros dramaturgos, comenzando por las obras argentinas Todo de a dos, de Manuel González Gil, y El hado de pistacho y Yo así no juego más, de Héctor Presa.

## ¡Vieja el último!y otras obras
Cuando el Grupo decidió escribir sus propias obras nació ¡Vieja el último!, expresión que usan los chicos mexicanos equivalente a ‘el último cola de perro’ de los argentinos, y en ella la palabra ‘vieja’ tiene una connotación machista, algo así como ‘mina’ en lunfardo. Esta obra se ha convertido en un clásico del teatro para niños y niñas en México.
En el Festival del Mercosur realizado en Córdoba en 2000 la compañía representó Inútil presentarse sin cumplir los requisitos, una obra que aborda la cuestión del desempleo.  Su obra Malas palabras, que trata el tema de los secretos, el machismo, los roles sexuales y la educación en la familia recibió, además de excelentes críticas, el Premio de Dramaturgia El mejor teatro para niños 2001 que otorga la Feria Internacional del Libro Infantil y Juvenil. La autora dijo en un reportaje a propósito de esta obra:

«En toda familia hay algún secreto que es difícil de contar a los chicos. Los padres eluden el momento y la revelación suele ser traumática. A partir de una conversación que escuché en la calle, encontré el tema central del argumento y me puse a investigar. Generalmente hago encuestas en los colegios, mediante preguntas a los chicos, no directas, sino relacionadas con el tema. En este caso se trata de la adopción. Tuve muchas respuestas, especialmente después, de padres y de hijos. De adultos que vivieron la situación cuando niños.»

Entre otras puestas que dirigió se destacan Príncipe y príncipe –que se estaba representando en México al tiempo de su fallecimiento-,  Historias con ruidito, Adiós, querido cuco, Arrullos para niños despiertos y Lágrimas de agua dulce, obra esta última que ganó el primer lugar de la Muestra Estatal de Teatro en Michoacán 2008.

## Libros y otras actividades vinculadas al teatro
En México la directora formó parte del Consejo Académico del Programa Nacional de Teatro Escolar y fue miembro del Sistema Nacional de Creadores de Arte del Fondo Nacional para la Cultura y las Artes e integró por varios años la Dirección Artística de la Muestra Nacional de Teatro del INBA.
Entre otros trabajos publicó las obras Malas palabras, Canek, ¡Vieja el último! , El rey que no oía pero escuchaba, Una historia común y Paz…torela. 

## Sus opiniones sobre el teatro
Decía Szuchmacher en un reportaje: «El teatro para chicos es el patito feo del teatro, lo sé, y me encanta remar contra la corriente y dignificar este arte», y:

«El teatro es juego, siempre, y por supuesto más cuando se trata de los niños que entienden muy bien los códigos. Nosotros probamos jugando entre los actores y con los objetos. Después pasan cosas muy importantes, a veces curiosas, que se ven en el montaje. Son los chicos los que detectan cualquier omisión o fragmento más débil -comenta riendo-. Por ejemplo, en esta obra (Las malas palabras), reclaman el seguimiento de un personaje. Un niño me preguntó: "¿Qué pasó con el Pelos?". Y es cierto. No decímos qué pasó con él.»

Perla Szuchmacher  falleció en Ciudad de México el 10 de mayo de 2010 a raíz de un cáncer por el que estaba recibiendo tratamiento desde un año atrás. Le sobreviven sus hijos Federico y Micaela Gramajo, su esposo Alberto Gramajo y sus hermanos Rubén y Vicky Szuchmacher.